# Sadi
Sadi (perz. سعدی; Širaz, oko 1210. − Širaz, 1291./1292.), iranski pjesnik iz 13. stoljeća. Uz Firdusija i Hafeza smatra se najvećim predstavnikom perzijske književnosti u srednjem vijeku. Najznačajnija djela su mu pjesnička zbirka Voćnjak (perz. Bostan) i zbirka anegdota Ružičnjak (perz. Golestan). Njegov mauzolej u Širazu mjesto je hodočašća štovatelja i zaljubljenika u pjesništvo.

## Poveznice
- Perzijska književnost

## Vanjske poveznice
|  | Zajednički poslužitelj ima još gradiva o temi Sadi |